# 无线链路控制
无线链路控制( RLC ) 是UMTS、LTE和5G的空中接口上使用的第 2 层无线链路协议。该协议由3GPP在以下规范中制定：TS 25.322  （针对 UMTS）、TS 36.322  （针对 LTE）和 TS 38.322  （针对 5G  NR）。 RLC 位于3GPP的MAC层之上，PDCP层之下。 其主要任务是：
- 以三种模式之一传输上层协议数据单元 (PDU)：确认模式 (AM)、非确认模式 (UM) 和透明模式 (TM)；确认模式支持ARQ重传和流量控制，非确认模式支持分段重组，无重传（如VoLTE语音包），透明模式不添加协议头，用于广播消息。
- 通过ARQ进行纠错（仅适用于 AM 数据传输）
- RLC SDU（服务数据单元）的串联、分割和重组：由于RLC PDU（协议数据单元）的大小由MAC层指定，通常不等于SDU大小，在发送端需要重新分段/串联以匹配MAC层，在接收端需要重组（仅UM 和 AM）
- RLC数据PDU的重新分段（AM）
- RLC 数据 PDU的重新排序（UM 和 AM）；
- 重复检测（UM和AM）；
- RLC SDU 丢弃（UM 和 AM）
- RLC重建
- 协议错误检测和恢复

以下 RLC功能仅适用于 LTE ： 1）重新分段。 2）上层通知RLC SDU丢弃。